# Kagemni (chaty de Teti)
| D28 |

| D28 |

| G28 |

| G28 |

| N35 |

| N35 |

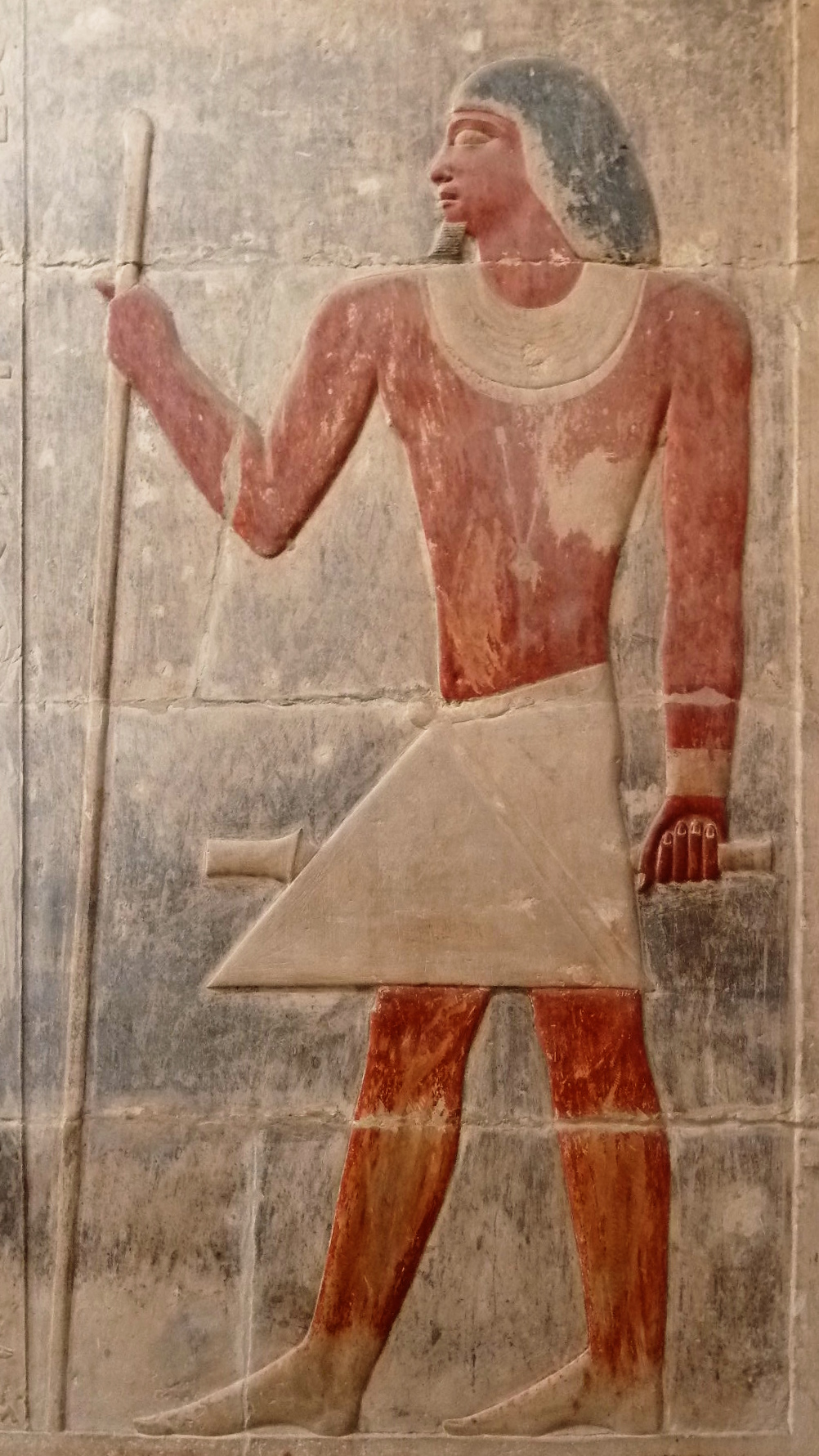
Relieve de Kagemni en su mastaba.

Kagemni fue uno de los chatys (canciller) de Teti, el primer faraón de la sexta dinastía egipcia. También recibe el nombre de Memi.

## Biografía
Kagemni comenzó su carrera como funcionario bajo el reinado de Dyedkara-Isesi y también sirvió a su hijo Unis antes de acceder a la más alta función del Estado durante el reinado de Teti. Además de Chaty, el segundo en el poder del Estado, era sumo sacerdote de Ra en Heliópolis. 
Entre sus muchas titulaciones destacan la de sacerdote estolista de Min, supervisor de las dos casas de oro y supervisor de los dos tesoros, supervisor de las dos cámaras del adorno del rey, director de las mansiones de las coronas blanca y roja y guardián de los adornos de cabeza. Como chaty, Kagemni también ocupó los cargos de supervisor de los escribas de los documentos del rey, supervisor de todas las obras del rey y supervisor de las seis grandes cortes.
Es posible que la razón de sus muchos nombramientos esté en su matrimonio, ya que estaba casado con Nebtinubjet, la Hija del rey, su amada Nebty Nebu Jet con quien tuvo, al menos, un hijo llamado Tetianj. 

## Tumba

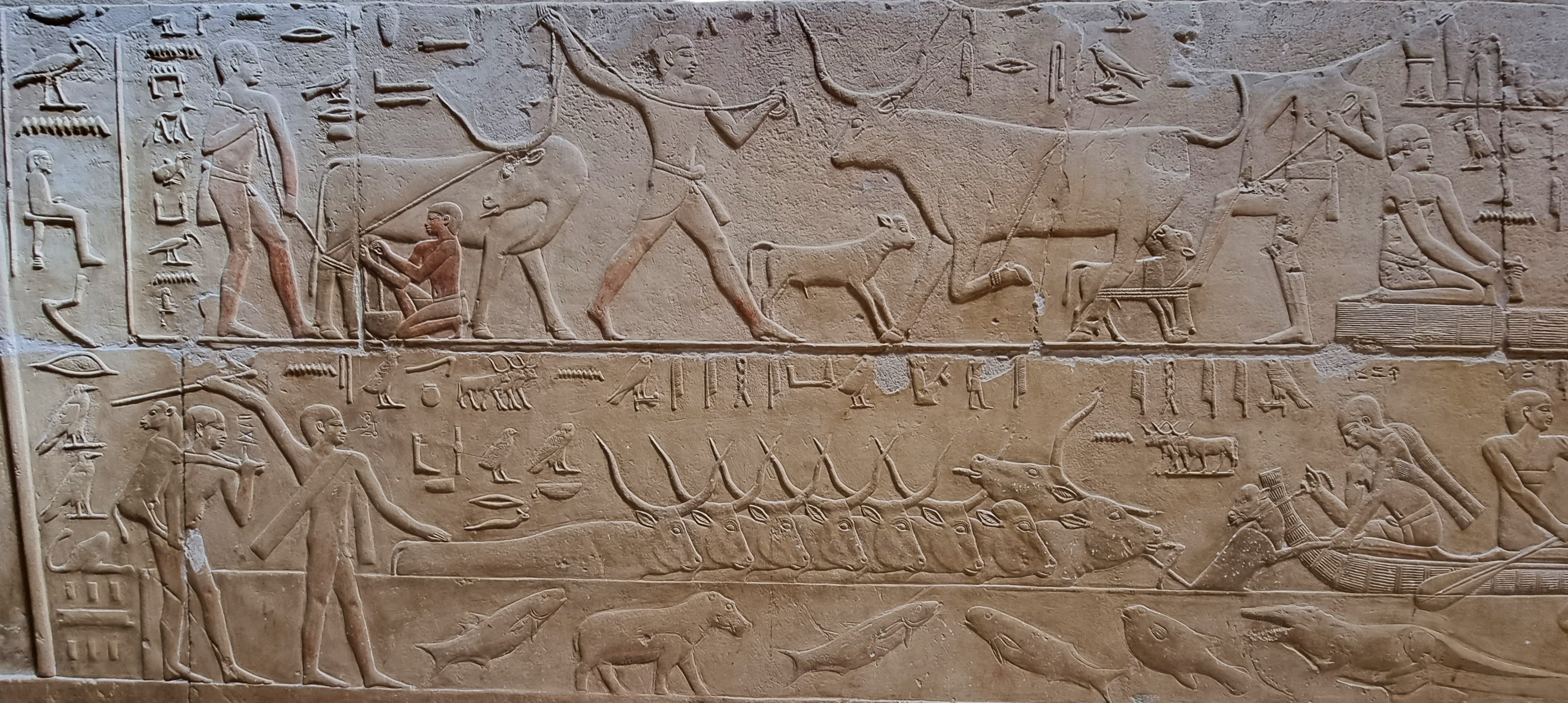
Detalles de la tumba de Kagemni en Saqqara.

Está enterrado en Saqqara, en una mastaba junto al complejo funerario de Teti, que fue descubierta en 1843 por Lepsius, aunque fue Jacques de Morgan  quien la excavó en 1893. Friedrich Wilhelm von Bissing realizó un estudio y la transcripción de sus escritos entre 1905 y 1911, pero nunca se ha publicado en su totalidad. La mastaba es la más grande de la necrópolis de Teti, de 32X32 metros, con una buena construcción en grandes bloques de piedra caliza. Tiene forma de L y consta de ocho salas y cinco antecámaras, todas decoradas aunque los colores no se han conservado bien.
De una gran calidad, ya que como chaty utilizó a los artesano del rey, la tumba muestra escenas tanto de su carrera política como cotidianas. La entrada reproduce 50 títulos portados por Kagemni, algunos solo honorarios, entre los que se le identifica como supervisor de la construcción de la pirámide de Teti, lo que explica su acceso a los mejores artesanos. Entre los relieves se encuentran varios con animales, como escenas de caza y pesca, escenas de lucha con hipopótamos y cocodrilos, y se reflejan los detalles más nimios: flores de loto flotando, las redes de los pescadores, incluso ranas e insectos: saltamontes, libélulas,... También puede verse como se ordeña una vaca o la alimentación de los cachorros. Kagemni también se muestra a sí mismo recibiendo a otros escribas que le rinden cuentas. 
En las inmediaciones de su tumba, se han conservado rastros de un culto divino, que data desde la época de Heracleópolis hasta principios del Reino Medio.